# Meczysławka
Meczysławka (ukr. Мечиславка) – wieś na Ukrainie w rejonie hołowaniwskim (do 2020 r. wrejonie błahowiszczenskim), w obwodzie kirowohradzkim. 841 mieszkańców (2001).